# بخش هوپانگ
بخش هوپانگ (به لاتین: Hopang District) یک بخش در میانمار است که در ایالت شان واقع شده‌است.

## خصوصیات
بخش هوپانگ ۴۸۲ متر بالاتر از سطح دریا واقع شده‌است.